# Nerf digital plantaire commun du nerf plantaire médial
Les nerfs digitaux plantaires communs du nerf plantaire médial sont trois nerfs mixtes du pied.

## Origine
Les trois nerfs digitaux communs sont les branches terminales du nerf plantaire médial.

## Trajet
Les trois nerfs digitaux communs passent entre les divisions de l'aponévrose plantaire, et chacun se divise en deux nerfs digitaux plantaires propres.
Ceux du premier nerf digital commun innervent les côtés adjacents du gros et du deuxième orteil.
Ceux du deuxième, les côtés adjacents des deuxième et troisième orteils 
Ceux du troisième, les côtés adjacents des troisième et quatrième orteils.
Le troisième nerf digital commun reçoit une branche communicante du nerf plantaire latéral et le premier donne un rameau au premier muscle lombrical du pied.

## Remarque
On observera que ces nerfs digitaux sont semblables dans leur distribution à ceux du nerf médian de la main.